# ホルスト・ケッペル
ホルスト・ケッペル（Horst Köppel、1948年5月17日 - ）は、ドイツ・シュトゥットガルト出身の元サッカー選手（MF）・コーチ・監督。

## 来歴
現役時代はボルシアMG、VfBシュトゥットガルトなどでブンデスリーガ通算308試合出場82得点を記録、5度の優勝を経験した。
指導者としては1979年に1.FCフィーアゼンの監督兼選手となったのを皮切りにボルシア・ドルトムント、FCヴァッカー・チロルなどで監督を歴任。1997年にJリーグの浦和レッドダイヤモンズの監督に就任した。浦和では前任のホルガー・オジェックが根付かせた堅守に加えて攻撃的スタイルを植えつけることが期待されたが、成績は思うように伸びず、選手・ファンからの信任も得られず1年で退任。その後、古巣ボルシアMGの監督を務めた。

## 代表歴

### 試合数
- 国際Aマッチ 11試合 2得点（1968年-1973年）[1]

| 西ドイツ代表 | 国際Aマッチ | 国際Aマッチ |
| 年           | 出場        | 得点        |
| ------------ | ----------- | ----------- |
| 1968         | 3           | 0           |
| 1969         | 0           | 0           |
| 1970         | 0           | 0           |
| 1971         | 6           | 2           |
| 1972         | 0           | 0           |
| 1973         | 2           | 0           |
| 通算         | 11          | 2           |

## 監督成績
| 年度 | 所属 | クラブ | リーグ戦 | リーグ戦 | リーグ戦 | リーグ戦 | リーグ戦 | リーグ戦 | カップ戦   | カップ戦 |
| 年度 | 所属 | クラブ | 順位     | 試合     | 勝点     | 勝       | 分       | 敗       | ナビスコ杯 | 天皇杯   |
| ---- | ---- | ------ | -------- | -------- | -------- | -------- | -------- | -------- | ---------- | -------- |
| 1997 | J    | 浦和   | 10位     | 32       | 47       | 17       | -        | 15       | 準々決勝   | 4回戦    |

## タイトル

### 選手時代
ボルシア・メンヒェングラートバッハ
- ブンデスリーガ:5回（1969-70、1970-71、1974-75、1975-76、1976-77）
- UEFAカップ:2回（1974-75、1978-79）

西ドイツ代表
- UEFA欧州選手権:1回（1972）

### 指導者時代
ボルシア・ドルトムント
- DFBポカール:1回（1988-89）